# Maza de armas

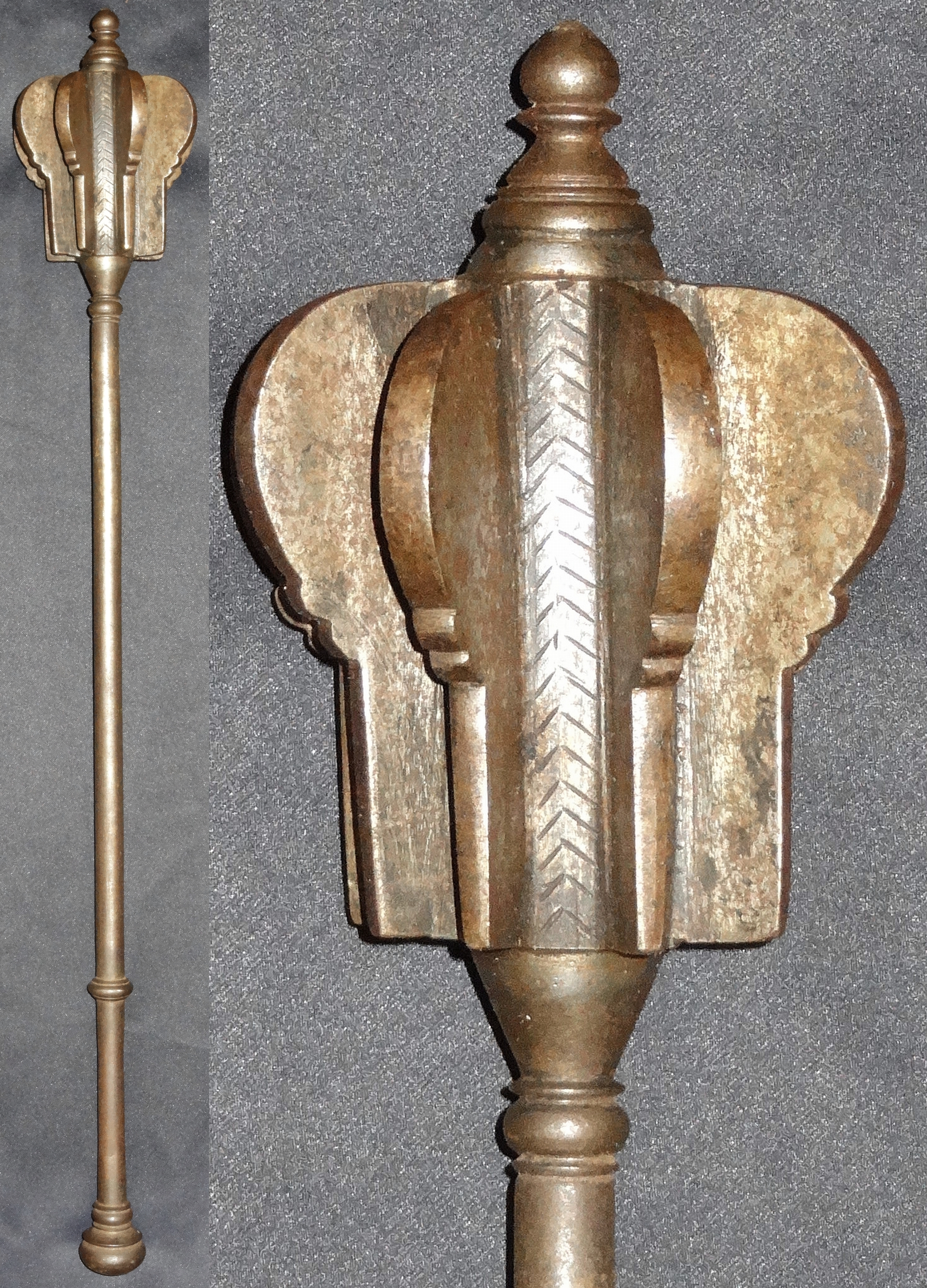
Maza de armas de 8 cuchillas.

Maza de armas (o maza barreteada en voz antigua) es simplemente una maza para la guerra. No obstante, el apelativo "de armas", que viene del francés, se le aplica —en Francia— para las mazas y martillos completamente metálicos de la Edad Media. Por tanto, es una maza metálica medieval especializada muchas veces en "punzar" a través de las armaduras —además de contusionar al oponente— gracias a los apéndices de hierro o acero (cuchillas o aletas) que —dispuestos regularmente sobre la cabeza de armas—  muestran filos o lados puntiagudos.
Sirva también en español para designar cualquier maza o garrote militar.

## Orígenes
La maza de armas es una evolución lógica de las armas contundentes (ver artículo general de Maza) que se volvieron a emplear en guerras y batallas —o bien nunca lo dejaron— gracias a su fácil y económica construcción. Estas armas comienzan a ser de nuevo populares de manera generalizada en la Europa de la Alta Edad Media, mientras que en otros lugares como la zona musulmana o Indopakistaní perduraron muchos siglos más.

## La maza de armas en la Historia
Las mazas militares reconocidas más tarde como “mazas de armas”, y centrándonos en sus versiones metálicas no exclusivas para contusionar, aparecen ya en la Edad del Bronce, sobre todo por Oriente Medio, aunque normalmente el uso de las mazas era esencialmente contundente. Dado que estas armas requerían de poco adiestramiento militar, siempre fueron muy aceptadas entre las tropas comunes. Solo hasta muchos siglos más tarde, las tropas de élite y nobleza no las emplearon amplia y militarmente, sino que más bien se usaban como símbolo de estatus.
Es al inicio del Medievo cuando las mazas —y martillos— vuelven a popularizarse sobremanera con el formidable desarrollo de las armas defensivas. A partir de este momento, cuando las armaduras —sobre todo por el Arnés— comienzan a desplazar a los escudos, es cuando las mazas de armas desarrollan su vertiente "perforadora" gracias a las cuchillas afiladas de su cabeza de armas. Pasa, pues, de ser un arma de poco estatus y consideración a un arma predilecta de caballeros. Dado que en la Edad Media las mazas vuelven a gozar del favor de la aristocracia como símbolo de poder y de jerarquía (En la Iglesia católica, Nobleza, etc.), comienzan además a realizarse portentosas y ostentosas mazas y mazas de armas de "parada" e incluso pontificadas, dejando la coletilla en la historia de "Bastón de mando".

## Morfología
Las mazas y otras armas contundentes, salvo excepciones, solían ser armas a una mano, cortas ( de 50 a 70 cm) y no tan pesadas como cabría esperar, entre 1,5 kg y poco más de 2 kg. Encontrándose —por supuesto— ejemplares más pesados y grandes.
La forma de su cabeza de armas pasa de tener formas esféricas, heredadas de sus antecesoras de piedra, a mostrar formas poligonales con aristas (p.ej., formas de estrellas poliédricas), de antorcha (con punta cuasi afilada), a las versiones de “armas” propiamente dichas, en las que las cuchillas o aletas (los apéndices afilados o picudos que sobresalen) comienzan a trabajarse de forma más estilizada y efectiva para perforar armaduras de placas metálicas.
Salvo en sus primeras evoluciones, y en las versiones de levas que por obligación —por abaratar más bien— se realizaban con mango de madera, las mazas de armas presentan vástagos completamente metálicos, con o sin acolchamiento (tiras de cuero, tejidos…) para empuñarlas.